# Esfenvalérate
L'esfenvalérate est un insecticide de la famille des pyréthrinoïdes de synthèse. Il a été développé par Sumitomo Chemical.
Son action de choc et sa persistance permettent de l'employer à faible dose (6,5  à   20 g/ha).
En viticulture le délai d'emploi avant récolte (DAR) est de 21 jours.
C'est un ester de l'acide phénylacétique et un isomère du fenvalérate.